# Brasil en los Juegos Olímpicos de México 1968
Brasil estuvo representado en los Juegos Olímpicos de México 1968 por un total de 76 deportistas, 73 hombres y 3 mujeres, que compitieron en 13 deportes.
El portador de la bandera en la ceremonia de apertura fue el nadador y jugador de waterpolo João Gonçalves Filho.

## Medallistas
El equipo olímpico brasileño obtuvo las siguientes medallas:
| Nombre                          | Deporte   | Competición       |
| ------------------------------- | --------- | ----------------- |
| Oro                             |           |                   |
| —                               |           |                   |
| Plata                           |           |                   |
| Nelson Prudêncio                | Atletismo | Triple Salto M    |
| Bronce                          |           |                   |
| Servílio de Oliveira            | Boxeo     | 51 kg M           |
| Reinaldo Conrad Burkhard Cordes | Vela      | Flying Dutchman M |